# Laura Cornelius Kellogg
 (mai 2022).
La mise en forme du texte ne suit pas les recommandations de Wikipédia : il faut le « wikifier ».
Les points d'amélioration suivants sont les cas les plus fréquents. Le détail des points à revoir est peut-être précisé sur la page de discussion.
- Les titres sont pré-formatés par le logiciel. Ils ne sont ni en capitales, ni en gras.
- Le texte ne doit pas être écrit en capitales (les noms de famille non plus), ni en gras, ni en italique, ni en « petit »…
- Le gras n'est utilisé que pour surligner le titre de l'article dans l'introduction, une seule fois.
- L'italique est rarement utilisé : mots en langue étrangère, titres d'œuvres, noms de bateaux, etc.
- Les citations ne sont pas en italique mais en corps de texte normal. Elles sont entourées par des guillemets français : « et ».
- Les listes à puces sont à éviter, des paragraphes rédigés étant largement préférés. Les tableaux sont à réserver à la présentation de données structurées (résultats, etc.).
- Les appels de note de bas de page (petits chiffres en exposant, introduits par l'outil «  Source ») sont à placer entre la fin de phrase et le point final[comme ça].
- Les liens internes (vers d'autres articles de Wikipédia) sont à choisir avec parcimonie. Créez des liens vers des articles approfondissant le sujet. Les termes génériques sans rapport avec le sujet sont à éviter, ainsi que les répétitions de liens vers un même terme.
- Les liens externes sont à placer uniquement dans une section « Liens externes », à la fin de l'article. Ces liens sont à choisir avec parcimonie suivant les règles définies. Si un lien sert de source à l'article, son insertion dans le texte est à faire par les notes de bas de page.
- La présentation des références doit suivre les conventions bibliographiques. Il est recommandé d'utiliser les modèles {{Ouvrage}}, {{Chapitre}}, {{Article}}, {{Lien web}} et/ou {{Bibliographie}}. Le mode d'édition visuel peut mettre en forme automatiquement les références.
- Insérer une infobox (cadre d'informations à droite) n'est pas obligatoire pour parachever la mise en page.

Pour une aide détaillée, merci de consulter Aide:Wikification.
Si vous pensez que ces points ont été résolus, vous pouvez retirer ce bandeau et améliorer la mise en forme d'un autre article.
Laura Cornelius Kellogg (Minnie », « Wynnogene » ; 10 septembre 1880 - 1947) est une cheffe politique, auteur et visionnaire d’origine Oneida. Kellogg, descendante d’une famille de chef Oneida, a été la fondatrice de la Société des Amérindiens. Kellogg était une militante se battant pour la renaissance et la souveraineté des Six Nations des Iroquois et s’est battue pour les terres des tribus, pour leur autonomie ainsi que leur autonomie gouvernementale. Populairement connue comme « Wynnogene la Princesse Indienne », Kellogg était la voix des Oneida et des Haudenosaunee durant les forums nationaux et internationaux. Durant les années 20 et 30,Kellogg et son mari, Orrin J. Kellogg, ont poursuivi des revendications à travers New York au nom du peuple des Six Nations. Le plan de Kellogg, appelé le « Lolomi Plan » était une alternative de l’ère progressiste contrôlée par le Bureau des affaires indiennes, mettant l’accent sur l’autosuffisance des peuples autochtones américains, le travail et l’organisation coopérative et la capitalisation du travail. Selon l’historienne Laurence Hauptman, « Kellogg a aidé à transformer les Iroquois contemporains, non pas en revenant à leur ancienne Ligue, mais en acteurs, activistes et plaideurs majeurs dans le monde moderne de la politique indienne du XXe siècle.

## Jeunesse

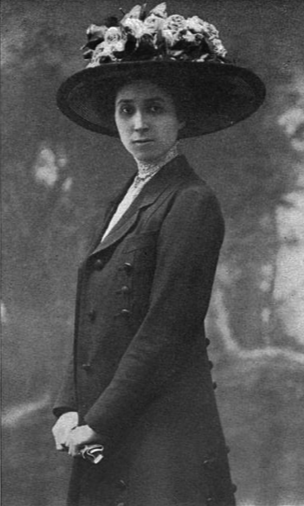
"Minnie" ("Wynnogene") Kellogg

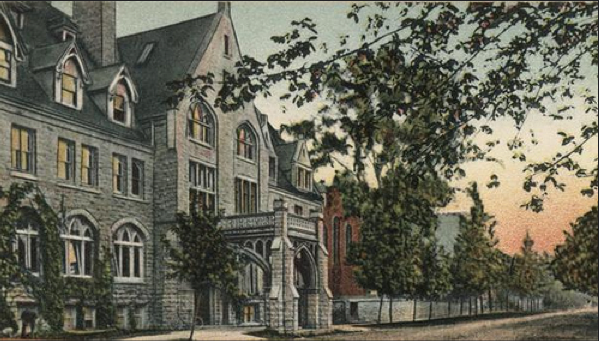
Grafton Hall School, Episcopal Diocese of Fond du Lac, Wisconsin, 1905

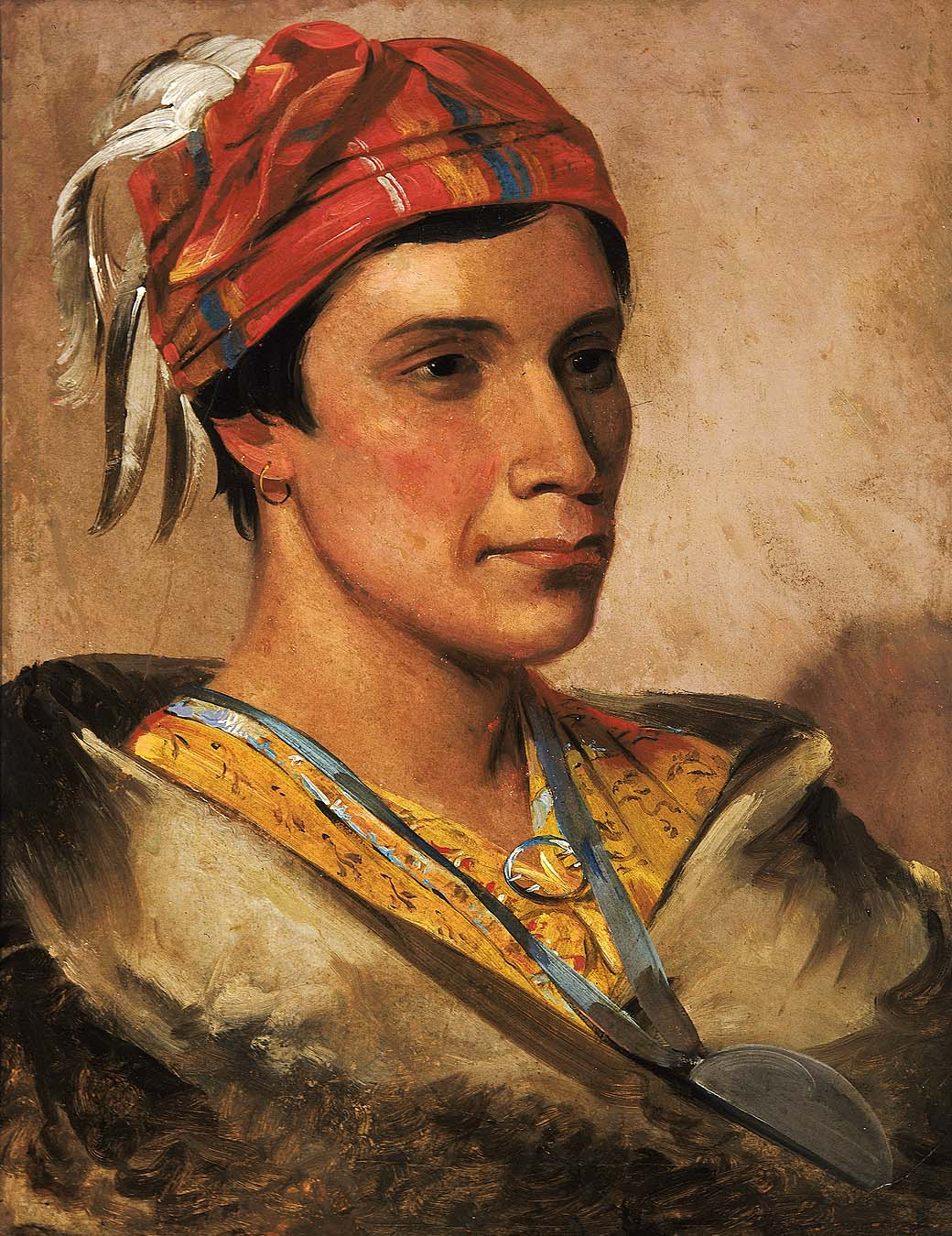
Daniel Bread, Chief of the Oneida, 1831

Kellogg in Southern California, 1903

Laura Cornelius Kellogg est née dans la réserve indienne de la tribu Oneida à Green Bay dans le Wisconsin, et elle est une des cinq enfants de Adam Poe et Celicia Bread Cornelius. Ses frères et sœurs survivants sont Chester Poe Cornelius, Alice Cornelius et Frank Ford Cornelius. Kellogg était issue d’une illustre lignée de chefs indiens, ce qui aurait beaucoup contribué à sa fierté raciale de l’héritage Oneida.Son grand-père paternel était John Cornelius, chef Oneida et frère de Jacob Cornelius, chef de la Orchard faction des Oneidas. Son grand-père maternel était le chef Daniel Bread, qui a aidé à trouver des terres pour son peuple après que les Oneidas aient été forcés de quitter New York pour le Wisconsin au début du dix-neuvième siècle. Kellogg était aussi de la même famille que Elijah Skenandore, un important leader politique du peuple Oneida, qui était connu pour ses compétences oratoires au IXe siècle.
Contrairement à nombreux de ses contemporains dans la réserve, Cornelius a réussi à éviter l’habituelle voie éducative utilisée par les indiens de l’Est dans les pensionnats de Carlisle et Hampton. Elle est allée à Grafton Hall, une école privée dirigée par la Episcopal Diocese of Fond du Lac, dans le Wisconsin, proposant un cadre incluant majoritairement des femmes non indiennes. Cornelius a attribué son éducation à la fois à son “temps passé à la marmite à soupe dans la réserve” ainsi qu’aux grandes instituts. Cette expérience a permis à Cornelius de se sentir plus éclairée et capable de “comprendre les vraies valeurs de la vérité.” En 1898, Kellogg est diplômée avec les honneurs. Dans son essai de fin d’étude intitulé Les Romains d'Amérique, elle a comparé la confédération iroquoise à l’ancien Empire romain. Sa fierté d’être d’origine iroquoise lui a conféré une grande confiance en soi. Après avoir obtenu son diplôme, elle a passé deux années à voyager à travers l’Europe. Plus tard, elle est revenue aux Etats-Unis pour étudier à Stanford, à la fac de Barnard, Columbia Cornell et à l’université du Wisconsin.
“Minnie”, comme ses amis la surnommaient, a enseigné brièvement à l’internat indien des Oneidas, dans le Wisconsin, tout comme à l’institut Sherman à Riverside en Californie de 1903 à 1905. Le 12 mai 1903, à environ 80 kilomètres au Sud Est de Riverside, le Bureau des Affaires Indiennes a expulsé une communauté de Cupeño vers leurs terres traditionnelles dans le Warner Springs Ranch. Kellogg est connue pour avoir joué un rôle crucial dans la persuasion des Cupeno de ne pas résister à la délocalisation dans la réserve de Pala, 40 kilomètres plus loin. Les journaux Californiens l’ont renommé "L'héroïne indienne” mais aussi La Jeanne d’Arc indienne pour son discours conciliateur connu pour avoir empêché une rébellion. L’expulsion des indiens de Warner Ranch a été rapportée comme un crime suprême des hommes blancs envers les indiens de Californie qui possédaient un titre légitime sur leurs terres. Cette année-là, Kellogg a publié son unique poème survivant “Un hommage pour le futur de mon peuple”, qu’elle récita lors de la cérémonie de rentrée de l’institut Sherman. Ce poème apporte une réflexion sur les contacts et relations entre les européens et les peuples indigènes, notant que “chaque cœur d’humain est humain”. Sur les Européens, elle écrit bonnement et avec espoir, “vous êtes issus du sang de nobles guerriers, aussi courageux que les saxons, les romains, les grecs, une race d’hommes royaux, que vos carrières soient aussi complètes que les arches de vos salles mères.”
En 1902, Kellogg avec ses premières ambitions littéraires publie deux histoires “La légende l’haricot” et “Le sacrifice du chien blanc” dans une édition du Episcopal Church Mission des Oneidas. En 1903, Kellogg a déclaré, “Peut-être que cela peut sembler étrange pour un étranger, car je connais les idées qui prévalent sur la vie indienne, mais faire quelque chose de bien quand je grandirai a été comme une prémonition de mes parents dès mon berceau, et je n’ai pas connu aucune autre ambition.”
Entre 1898 et 1910 Kellogg a poursuivi son éducation, en voyageant pendant deux ans en Europe et en étudiant à l’université de Stanford, à la fac Barnard, à l’école de philanthropie de New York, à l’université de Cornell et à l’université du Wisconsin. A Barnard, elle a écrit une histoire courte pour le magazine littéraire de la fac et a eu son nom mentionné dans l’album de promotion. Kellogg n’a jamais fini ses études dans les institutions mentionnées plus haut mais elle a toujours été considérée par les historiens comme étant “une des femmes les mieux éduquées de tous les temps parmi les amérindiens.”

## Princesse Wynnogene

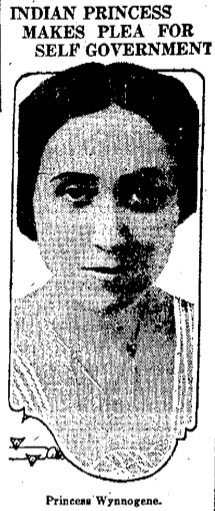
Princess Wynnogene, 1916

Kellogg était la voix des Oneidas et des Six Nations des Iroquois sur la scène nationale et internationale. En 1908, Kellogg embarque pour un voyage de deux ans en Europe. En Angleterre, elle fait immédiatement bonne impression au sein de la société britannique et de la presse internationale. “Partout où elle allait, la société simplement “l’ovationnait”, et si elle avait dû rester plus longtemps en Angleterre, elle serait sans doute devenue la cheffe de son cercle.” Pendant qu’elle était à Londres, Kellogg a demandé dans une lettre au département américain de l’intérieur d’être présente à la Cour. La demande fut rejetée, évidemment parce que l’ambassadeur américain n’était pas enclin. En 1909, appelée “Princesse Neoskalita” par le Los Angeles Times, Kellogg déclara qu’elle “ne considérait pas complète avant d’avoir obtenu certaines connaissances sur la vie sociale, l’art et la littérature française et britannique.” Kellogg voulait aussi forger des liens et commença à voyager à travers l’Amérique pour travailler et organiser les affaires indiennes. Le Des Moines Daily News déclara que Kellogg se trouvait à Londres “tentant de mettre sur pied un mouvement pour l’amélioration de sa tribu, les Iroquois.”
Pendant son voyage en Europe, Kellogg a développé un intérêt particulier pour le Garden City Movement de l’urbanisme d’Angleterre, d’Allemagne et de France, et a imaginé le modèle adapté aux réserves pour générer une autosuffisance économique pour les Oneidas mais aussi une autonomie tribale. Kellogg voulait poursuivre ces objectifs le reste de sa vie.
Les premiers journaux la surnommaient “Princesse Neoskalita” et “La Jeanne d’Arc indienne.” Plus tard, les articles de presse la nommaient “Princesse indienne Wynnogene.” “Wynnogene, une réel princesse indienne, est venue à Washington pour être la Jeanne d’Arc de son peuple. Avec le mouvement Lolomi, dont elle est la fondatrice, elle propose de conduire 300 000 indiens hors de ce qu’elle appelle “l’esclavage de la bureaucratie dans le respect de soi d’une autonomie complète.” Le Syracuse herald l’a présentée comme la “Squaw combattante des Six Nations.”
En 1911, la presse nationale a comparé Cornelius et d’autres anciens dirigeants de la société des indiens d’amérique à Booker T. Washington dans leurs appels à l’entraide et à l’élévation de la “race indienne.” En tant que l’une des fondateurs de la société des indiens d’amérique, Kellogg a demandé aux dirigeants de s’engager en faveur de l’autosuffisance et de l’indépendance des Indiens. Bien que son message ne se soit pas avéré très populaire, Kellogg a trouvé une circonscription parmi les Iroquois. Après la réunion de Columbus de la société en 1911, le New York Tribune a salué Cornelius comme une universitaire, une travailleuse sociale, “l’un des esprits émouvants de la nouvelle Association des indiens américains” et “une femme aux dons intellectuels rares.”
En 1919, Kellogg fait une apparition après que la Ligue des Nations aie appelé pour la justice pour les indiens américains. “Vous Américains, vous avez sauvé la Belgique distraite de l’atrocité des Huns, vous avez versé de l’argent et apporté votre sympathie pour la Pologne affamée, vous avez envoyé vos armées dans la Russie tumultueuse. A travers le monde entier, tu es le puissant justicier des torts, le sauveur des peuples opprimés. Et au milieu de toi un peuple a crié en vain.”

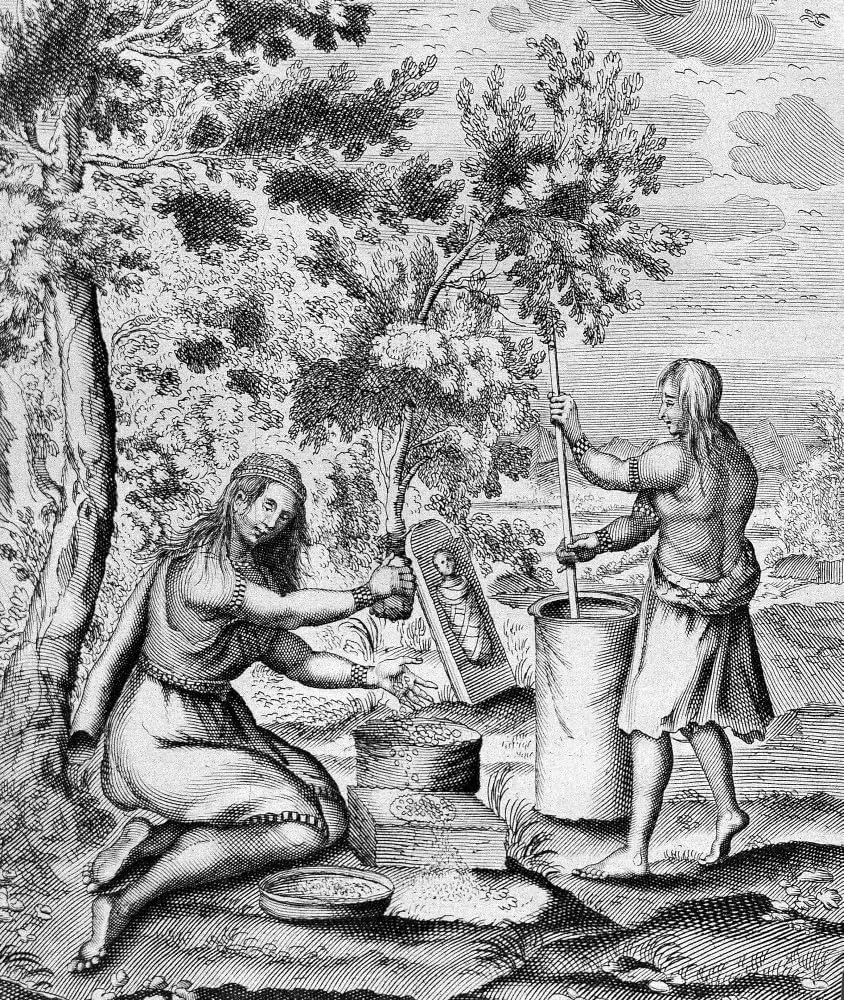
Iroquois Clan Mother

Le Washington Herald a publié une interview de Kellogg dans laquelle elle soutenait les mouvements suffragettes, mettant l’accent sur les égalités des pouvoirs civiques des femmes iroquoises avec les hommes. Il n’était pas rare de voir des femmes dirigeantes parmi les Oneidas. “C’est très étonnant pour nous que vous, les femmes blanches ne revendiquez que maintenant, en ce XXe siècle, ce qui était le privilège de la femme indienne aussi loin que remontent notre histoire.” Les Iroquois avaient un système communautaire de distribution des terres et la tribu donnait des parcelles aux clans pour une distribution ultérieure entre les ménages pour la culture. Les mères de clan décidaient de toutes les questions concernant le territoire, y compris où une communauté devait être construite et comment la terre devait être utilisée. Étant donné que les terres étaient l’affaire des femmes, c’était aux femmes de cultiver la nourriture et non aux hommes, le conseil des mères de clans a également réservé certaines zones de terre à travailler pour les femmes pour tous les différents clans. La nourriture de ces terres appelée kěndiǔ"gwǎ'ge' hodi'yěn'tho, était utilisée lors des festivals et des grands rassemblements du conseil.
L’anthropologue William N. Fenton a observé le leadership iroquois: “Le prophète qui réussirait parmi les Iroquois doit parler en langues anciennes, il doit utiliser les mots anciens et il doit relier son programme aux anciennes coutumes. Il est en même temps un conservateur et un réformateur. Tous les réformateurs iroquois ont été des traditionalistes. C’est l’une des raisons pour lesquelles la culture iroquoise a duré si longtemps.

## Orrin J. Kellogg
Le 22 avril 1912, Laura Cornelius épouse Orrin J. Kellogg, un avocat Seneca d’ascendance lointaine. Son mari a soutenu son travail mais a maintenu profil bas; un journal à publier que la meilleure description d’Orrin Kellogg serait “comme le mari de Mme Kellogg”
Peu de temps après leur mariage, la loyauté de Laura Cornelius Kellogg envers la tribu Oneida a été remise en question. Un membre anonyme de la tribu a décrit Laura Cornelius Kellogg comme une “emprunteuse prêteuse” avec “l’habitude de faire des petites touches partout où elle trouve l’un des siens” à un journal local appelé le Tulsa Daily World.Cette accusation est venue du fait que Mme Kellogg avait l’habitude d’utiliser l’argent des autres pour financer ses projets. Les projets de Kellogg étaient souvent considérés comme très risqués, ce que d’autres appelaient “égoistes”. À cause de cette affirmation, le couple a été arrêté pour “prétention d’agents indiens avec l’intention d’investir des fonds indiens”. Les charges retenues contre Laura Cornelius Kellogg et son mari ont finalement été abandonnées ; cependant, en raison de ses actions, Kellogg a été rejetée de la Société des Indiens d’Amérique (SAI). Elle pensait que son rejet était “une injustice et une humiliation”. Profondément blessé, Kellogg n’a jamais pardonné au SAI.
La réputation de Kellogg n’a pas été complètement ruinée. Après avoir écrit Our Democracy and the American Indian, Kellogg a de nouveau été reconnu comme un “militant principal des droits des Indiens”.

## La thèse de Kellogg
Kellogg défendait les valeurs d’une identité amérindienne liées au savoir traditionnel des aînés. En 1911, Kellogg déclara devant la conférence inaugurale de la société des indiens américains: “il y a des anciens indiens qui n’ont jamais vu l’intérieur d’une salle de classe et que je considère pourtant bien plus instruits que la jeunesse indienne avec ses connaissances en latin et en algèbre.” Elle ne se considérait pas comme une “nouvelle indienne”, mais comme une “vieille indienne” s’adaptant aux nouvelles conditions.” Kellogg critiqua Buffalo Bill Cody à New York pour ses représentations stéréotypées des indiens. Contrairement à de nombreux membres de la société des indiens américains, Kellogg voulait que les enfants indiens comprennent la sagesse des aînés et de la réserve. Elle évoquait la vie dans les immeubles des villes, où des hommes à la “poitrine creuse” étaient forcés de travailler dans des ateliers fermés sans vent ni soleil. Elle soulevait la honte du travail des enfants, qui les privait de leur enfance et de leur santé. “Non, conclue-t elle, je ne peux pas croire que tout ce que fait l’homme blanc doit être copié”.
Kellogg a longtemps critiqué le Bureau des affaires indiennes, condamnant sa forme d’éducation des indiens et attribuant sa propre réussite à son expérience à Grafton Hall:
“J’avais été préservé des écoles indiennes qui brisaient l’esprit. Par conséquent, ma psychologie, n’avait pas été mise en pièces par cette attitude mesquine du Service indien, dont le seul but était de “civiliser le jeune indien de la race, en dénonçant en bloc ses parents, ses coutumes, son peuple, et en remplissant le vide qu’ils avaient créé avec leurs notions vulgaires de ce qui constitue la civilisation. Je n’ai eu droit à aucun de ces processus bureaucratiques au cours de mes jeunes années, pour faire de moi un “homme blanc au dos pincé”.
Kellogg protestait le fait que l’éducation indienne devait faire appel aux pratiques et idéologies traditionnelles des indiens, décrivant “des qualités et traits de caractères nobles et un ensemble de traditions littéraires” que les indiens devaient préserver. Elle condamnait aussi le matérialisme: “Là où la richesse est le pouvoir dominant et où les réalisations intellectuelles sont secondaires, nous devons veiller à ne pas agir entièrement selon les diktats d’un peuple qui n’a pas consacré suffisamment de temps et de réflexion à nos problèmes particuliers, et nous devons cesser de dépendre de leurs estimations de notre situtation.” Kellogg croyait que le Bureau des affaires indiennes pouvait jouer un rôle différent, celui de garant de la souveraineté et protecteur des peuples autochtones contre les escrocs mais aussi contre la petite politique d’Etat. Les critiques franches et les activités de Kellogg lui ont valu de puissants adversaires. Des efforts sont déployés pour discréditer Kellogg et elle est arrêtée à au moins quatre reprises pour une série d’accusations liées à ses activités.
Pour Kellogg, il était nécessaire pour le peuple Haudenosaunee des Six Nations des Iroquois de se réunir, en instituant un gouvernement autonome tribal, récupérant les terres et en promouvant le développement économique. Le plan Lolomi de Kellogg était une vision de l’avenir des réserves indiennes qui s’inspirait du mouvement des cités-jardins, du succès des communautés mormones ainsi que de l’enthousiasme et de l’efficacité des organisations de l’ère progressiste. Pendant plus de vingt ans, Kellogg a revendiqué des terres pour les Oneidas et les Six Nations, et a travaillé au développement de cités-jardins pour la réserve indienne des Oneidas dans le Wisconsin et pour la Keetoowah Nighthawk Society de l’Oklahoma. La perspective d’un procès réussi à New York a fait naître l’espoir que les Six Nations disposeraient d’un capital suffisant pour développer des communautés Lolomi.

## Société des Indiens d’Amérique

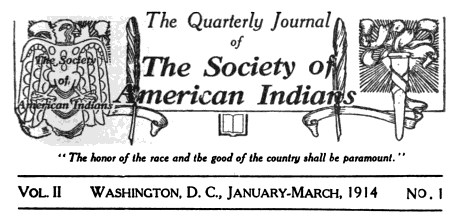
The Society of American Indians was the first national American Indian rights organization run by and for American Indians.

Laura Cornelius Kellogg a été membre fondatrice de la Société des Indiens d’Amérique et membre du premier comité exécutif. La société fut la pionnière du pan-indianisme du XXe siècle, le mouvement promeut l’unité entre les Indiens d’Amérique, peu importe leur tribu. La société était un forum pour une génération nouvelles de chefs amérindiens connus comme Red Progressives, des professionnels qui viennent des domaines médicaux, des soins infirmiers, du droit, du gouvernement, de l’éducation, de l’anthropologie et du ministère, qui partagent l’envie et la foi des réformateurs blancs de l’ère progressiste du progrès par l’éducation et l’action gouvernementale.

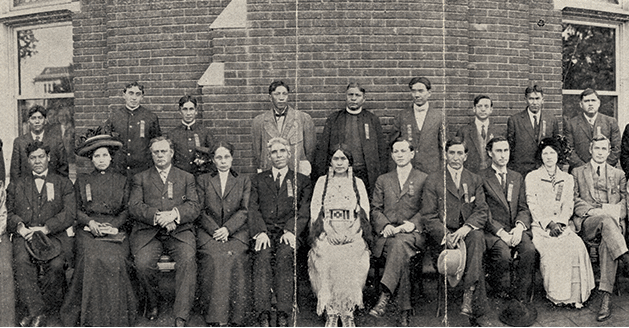
The first conference of the Society of American Indians, Ohio State University, Columbus, Ohio, 1911.

Le 3 et 4 avril 1911, le docteur Fayette Avery McKenzie invite six intellectuels amérindiens à assister à une réunion d'organisation de l’Ohio State University. Selon les archives du SAI, les participants sont Laura Cornelius Kellogg, (Oneida), éducatrice ; Dr Charles Eastman, (Santee Dakota), médecin; Dr Carlos Montezuma, (Yavapai-Apache), médecin ; Thomas L. Sloan, (Omaha), avocat ; Charles Edwin Dagenett, (Peoria), superviseur du Bureau des affaires indiennes et Henry Standing Bear, (Oglala Lakota), éducateur.
Peu de temps après la réunion d’avril, le comité exécutif temporaire de 18 membres fut formé, avec la présence de Laure Cornelius Kellogg.
Le 21 et 22 juin 1911, Kellogg a organisé une réunion du comité exécutif temporaire chez elle à Seymour, Wisconsin, pour rédiger une lettre annonçant l’organisation et le but de l’association. Il y avait les avocats d’Oneida Chester Poe Cornelius, son frère et Dennison Wheelock. Charles E Dagenet était le président avec Emma Johnson, Rosa LaFlesche et Fayette Avery McKenzie.

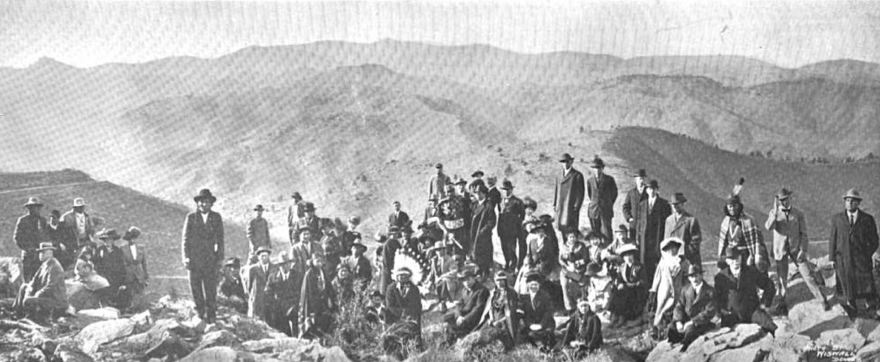
The Society of American Indians, 3rd Annual Conference, A group of members on excursion at Wildcat Point, near Denver, Colorado, October 15, 1913.

Le 12 octobre 1911, lors de la réunion d’inauguration de la société sur le campus de l’Université de l'État d’Ohio à Columbus, Ohio, Kellogg a proclamé: “Je ne suis pas le nouvel indien; je suis l’ancien indien qui s’adapte aux nouvelles conditions.” Kellogg a présenté un document officiel intitulé “Organisation industrielle pour l’indien”, dans lequel elle proposait de transformer les réserves indiennes en “villes-jardins” autonomes avec une “autonomie protégée” qui interagit avec l’économie du marché. Les collègues de la société étaient sceptiques quant à sa proposition de promouvoir la réserve comme un lieu de possibilité, et beaucoup désiraient abolir le Bureau des affaires indiennes. Sauf que, Kellogg a trouvé une circonscription en faveur parmi les Oneida et d’autres tribus.
Les dirigeants de la société avaient des points de vue différent sur Kellogg, comme le dit Patricia Stovey :
Charles Edwin Dagenett, par exemple, l’a qualifiée de “visionnaire pleine de stratagèmes mais qui n’est pas pratique”. Arthur C. Parker admirait son intellect mais trouvait l’imposition de sa rhétorique, “passe mon chemin ou je te ruine”, ingérable. Carlos Montezuma l’a décrite comme un “cyclone”, passant d’un dossier à l’autre, voulant tout faire “sans considérer les conséquences”. Cependant, le révérend Sherman Coolidge se souvenait d’elle différemment. Se souvenant de la première fois qu’il l’a entendue parler, Coolidge a dit: “Les larmes lui viennent aux yeux en sachant que nous avions une femme brillante parmi nous et en pansant au grand bien qu’elle pouvait faire pour le peuple indien”.
En 1913, la troisième réunion annuelle de la société à Denver, Colorado était la dernière conférence de Kellogg. Plus tôt dans l’année, Thomas L. Sloan, avocat d’Omaha et membre de la société, qui agit en tant que représentant auprès de la commission du Congrès du sénateur Joseph T. Robinson chargé d’enquêter sur les affaires indiennes, a relégué les Kellogg comme des enquêteurs avancés. A cette époque, l’Oklahoma était un milieu de corruption dans ces affaires. Le 11 octobre 1913, après de nombreuses semaines d’enquête sur les pétroliers à Pawhuska, Oklahoma, l’agence de la tribu Osage, les Kellogs ont été arrêtés sur ordre du tribunal de district américain à Pueblo, Colorado, accusés d’avoir obtenu de l’argent sous de faux motifs et de s’être fait passer pour des fonctionnaires fédéraux. Le couple était accompagné d’agents fédéraux au Colorado, quand ils ont été libérés sous caution. Kellogg a affirmé qu’il était question d’un coup monté à l’instigation du Bureau indien, “Un autre mouvement dans le jeu qui se joue actuellement dans le comté d’Osage entre le ministère de l’intérieur, de grands facteurs variés du domaine pétrolier et l’avant-garde du Robinson enquêtant sur le Comité”. Le 31 janvier 1914, le juge R. E. Lewis du tribunal de district américain de Denver, Colorado, après avoir entendu les preuves, a ordonné au jury d’acquitter le couple.
L’activisme politique global de Kellogg semble avoir suscité le mépris des conservateurs de la société et des membres employés dans le service indien. Tandis que Kellogg a été exonérée de tout acte répréhensible financièrement, à la suite de l’arrestation, elle a été renvoyée de la société. “une injustice et une humiliation qu’elle n’a jamais pardonnées”. Après la conférence de Denver en 1913, Kellogg n’apparaissait plus comme membre de la société.

## Le plan Lolomi

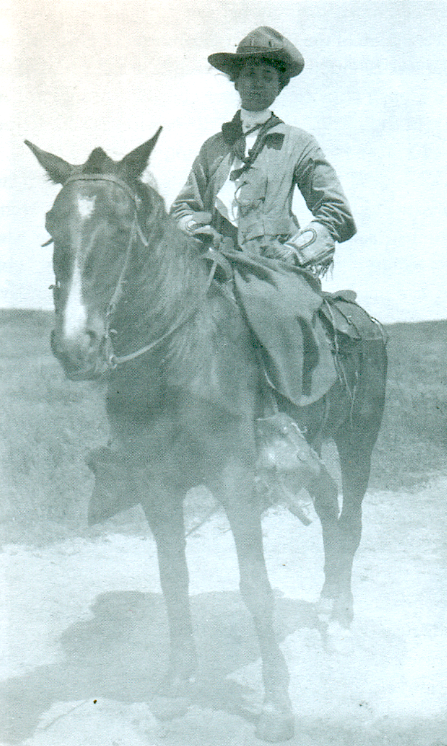
Kellogg in Southern California, 1902

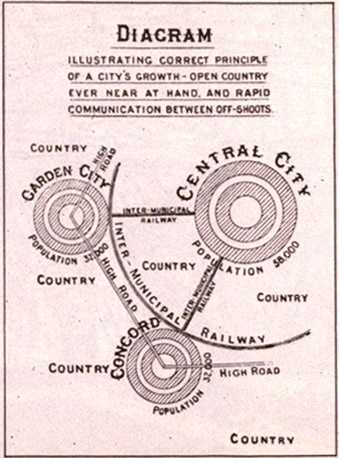
The Garden City, Sir Ebenezer Howard, 1902

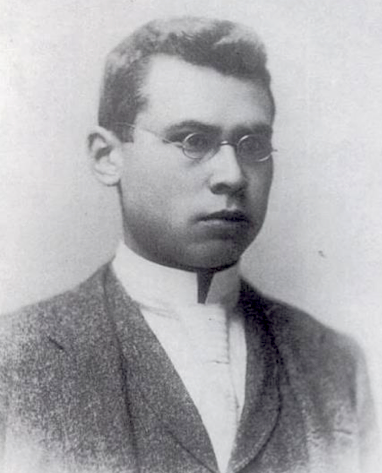
Chester Poe Cornelius

Le plan Lolomi de Kellogg était basé sur le Garden City Movement, inventé en 1898 par Sir Ebenezer Howard au Royaume-Uni. Les cités-jardins étaient conçues comme des communautés planifiées et autonomes entourées de “greenbelts”, contenant des zones proportionnelles de résidences, d’industries et d’agriculture. Lors d’un voyage en Europe de 1908 à 1910, Kellogg s’est particulièrement intéressée aux cités-jardins d’Angleterre, d’Allemagne et de France, et a imaginé un modèle adapté aux réserves pour générer “l'autosuffisance économique des Oneidas et l’autonomie tribale.”
Peu après, Kellogg créa le plan Lolomi dans le but de “le gouvernement fédéral pouvait offrir une protection pour les biens des Indiens au niveau des Etats.Sans le gouvernement fédéral, Kellogg comparait le peuple indien à des agneaux qui allaient se faire dévorer par un lion. Le projet devait être mené à bien par une entité fédérale. L’autorité fédérale collectera tous les actifs des tribus mais aussi des indiens individuels. Les indiens seraient ensuite “inscrits en tant que membres de cet organisme coopératif.” Chaque membre de l’organisme coopératif aurait exactement une voix chacun. Le plan Lolomi permettrait d’utiliser les biens des tribus et des individus pour l’éducation, la santé et les dépenses de développement commercial”.
Le plan Lolomi créerait un organisme de gouvernance autonome au sein de la communauté indiennes. Le plan de Kellogg inclut aussi certains besoins sociétaux tels que les soins de santé et les centres de loisirs. Selon Kellogg, l’homogénéité, c’est-à-dire le fait d’être du même genre ou de la même nature, était l’aspect le plus important du plan. Kellogg explique: “Toute organisation réussie est basée sur la ressemblance du genre. Je crois que là où les communautés blanches ont des organisations coopératives qui ont échoué, le fait qu’elles étaient composées de toutes sortes d’éléments raciaux a largement compté.” La communauté indienne pouvait résoudre les problèmes mieux que les communautés blanches en raison de l’homogénéité établie par le plan Lolomi.
En 1911, Kellogg a fait une tournée des réserves indiennes du pays pour promouvoir l’intérêt de transformer les réserves en cités-jardins. Mme Russell Sage, J.P. Morgan, Charles William Eliot, ancien président de l’Université Harvard, et Mme Harry Pratt Judson, épouse du président de l’Université de Chicago, figurent parmi les personnalités intéressées par la création d’un conseil industriel national sur les indiens.
Plus tard, en octobre 1911, Kellogg a présenté un document officiel intitulé “Industrial Organization for the Indian” lors de la conférence inaugurale de la société des indians américains à Columbus dans l’Ohio. Elle proposait de transformer les réserves indiennes en “villages industriels” autonomes dotés d’une “autonomie protégée” qui interagissent avec l’économie locale. Ce modèle adapte les idées occidentales contemporaines aux valeurs autochtones traditionnelles. Le type d’industrie serait adapté aux besoins locaux, aux compétences et au stade de développement de la communauté en question. Les indiens pouvaient ainsi adopter des éléments bénéfiques de la société dominante tout en évitant des maux tels que le système des usines, la congestion urbaine et les conflits de classe entre la main-d'œuvre et le capital. “Nous croyons que la plus grande économie du monde est d’être juste pour tous les hommes”, écrivait-elle.
En 1914, les Kellogg déménagent à Washington D.C, pour se consacrer au lobbying en faveur d’une meilleure législation indienne. Au cours de sa carrière, Mme Kellogg s’est impliquée non seulement dans les affaires des Oneidas et des Six Nations, mais aussi dans celles des Indiens Blackfeet, Brothertown, Cherokee, Crow, Delaware, Huron, Osage et Stockbridge. Sa croisade et son agitation incessante lui valent des démêlés avec la justice et des arrestations en Oklahoma en 1913 et au Colorado en 1916.
En 1916, Kellogg se présente devant le Congrès et déclare que le Bureau des affaires indiennes est une administration corrompue et incapable. Elle défend un projet de loi présenté par le sénateur Harry Lane, de l'Oregon, qui avait pour but à abolir le Bureau des affaires indiennes et à le remplacer par une commission, sous le contrôle direct du Congrès, composée de trois hommes sélectionnés parmi cinq candidats choisis par un conseil des Indiens.
Le plan Lolomi s'inspirait de la réussite des communautés mormones, du mouvement Garden City et de l'élan des organisations de l'ère progressiste. Les villages Lolomi qui échapperaient au contrôle du Bureau, seraient gérés comme des fondations privées et maintiendraient un mode de vie agréable pour les Indiens d'Amérique en se concentrant sur les activités de plein air. Le type d'industrie serait adapté aux besoins locaux, aux compétences et au phase de développement de la communauté en question. Les Indiens pourraient adopter des éléments favorables de la société dominante tout en évitant les difficultés des usines, la congestion urbaine et les conflits de classe entre le travail et le capital. "Nous croyons que la plus grande économie du monde doit être égale pour tous les hommes", écrivait-elle.
En 1920, Kellogg publia un livre intitulé Notre démocratie et les Indiens d'Amérique : une présentation de la situation des Indiens telle qu'elle est aujourd'hui, dans lequel elle parle de son plan Lolomai, orthographié plus tard Lolomi, qui signifie "que la bonté parfaite soit avec vous" en langue Hopi. Son livre était "affectueusement dédié" à la mémoire du chef Redbird Smith, chef spirituel des Nighthawk Keetoowah (Cherokee), "qui a préservé son peuple de la démoralisation et a été le premier à accepter le Lolomi".
Durant les années 1920 et 1930, Kellogg a poursuivi sa vision de son plan Lolomi en tentant d'acheter le pensionnat indien Oneida, en conseillant le chef Redbird Smith et le Nighthawk Keetoowah, en poursuivant les revendications territoriales au nom des Oneida et des Six Nations et en reconstituant la Ligue des Iroquois du XVIIIe siècle.

## Oneida Cherry Garden City

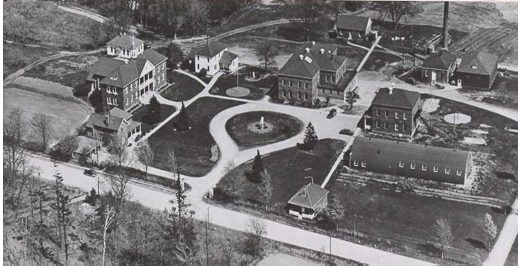
Oneida Indian Boarding School, c.1919

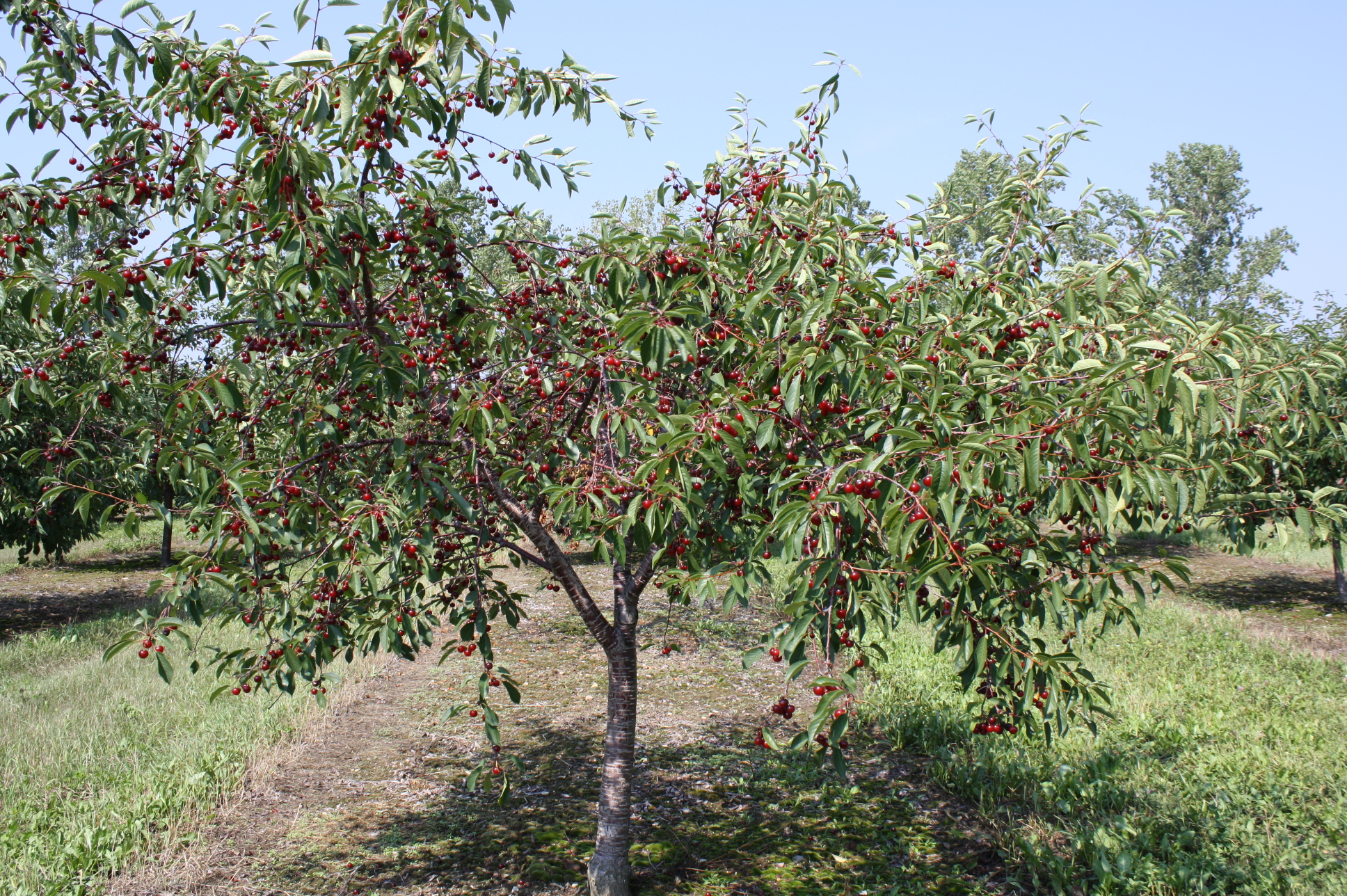
Wisconsin Cherry Trees

En 1919, Kellogg voit une occasion de développer le plan Lolomi sur la réserve indienne Oneida lorsque le Bureau des affaires indiennes a fermé le pensionnat. En 1892, le pensionnat indien Oneida fut construit sur 80 acres à Oneida, Wisconsin, avec les fonds des fédéraux. Pour son ouverture, l’école accueille 80 élèves qui y restent toute l’année scolaire. Kellogg a fait des allers-retours du Wisconsin à Washington DC pour retrouver le commissaire du Bureau des affaires indiennes, Cato Sells.
Kellogg a fait valoir que le pensionnat Oneida devait continuer à donner une éducation aux enfants Oneida et a proposé un plan pour se servir l'école et le terrain comme centre éducatif et industriel. Kellogg a proposé "Cherry Garden City" en utilisant les terres du pensionnat d'Oneida. La patrie d'Oneida était une région riche de culture de cerises et la construction d'une conserverie devait être une source de développement économique. Kellogg a fait valoir que le pensionnat Oneida devrait rester ouvert et offrir un programme qui préservent la culture traditionnelle Oneida.
Le Bureau a accepté le plan et Kellogg  et a activement recherché des prêts de 1919 à 1924. Cependant, en raison de désaccords au sein de l'Oneida, elle n'a pas été en mesure de lever les fonds. Son allié, l'avocat Edward A. Everett, a demandé une extension, mais la propriété a finalement été vendue au printemps 1924 et immédiatement donnée au diocèse catholique romain de Green Bay. Par la suite, Kellogg a continué à remettre en question le droit du gouvernement de vendre la propriété en vertu des accords de traité. En 1927, Kellogg a exprimé sa poursuite continue de Lolomi pour les Oneidas dans un article pour le Syracuse Herald. Aujourd'hui, l'ancien emplacement de l'internat Oneida est le site actuel du centre Norbert Hill de la tribu Oneida des Indiens du Wisconsin.

## Keetoowah Nighthawk Société

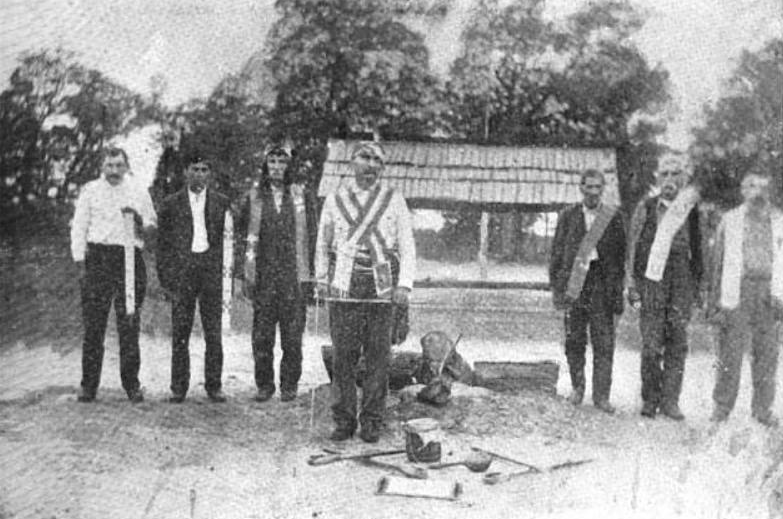
The Council of the Keetoowah Nighthawk Society, 1916.

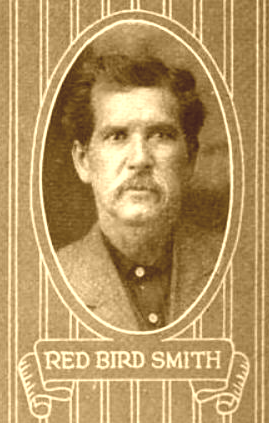
Chief Red Bird Smith

De 1914 à 1923, Kellogg et son frère aîné Chester Poe Cornelius se sont occupés d’un plan Lolomi pour la Keetoowah Nighthawk Society dans l'Oklahoma. En juillet 1914, Minnie et Chester rencontrent Redbird Smith et sa délégation à Washington, D.C. Redbird Smith était le chef spirituel de la Keetoowah Nighthawk Society, une faction cherokee traditionnelle qui vivait dans des communautés isolées dans les Wild Horse Mountains du nord-est de l'Oklahoma. La Keetoowah Nighthawk Society pratiquait secrètement les cérémonies et les rassemblements traditionnels de la culture cherokee d'avant le retrait et résistait à l'assimilation, à l'attribution et à la dissolution du gouvernement tribal. Après leur rencontre à Washington, le chef Smith a invité Minnie et Chester à mettre en œuvre et à gérer un plan Lolomi pour le Nighthawk Keetoowah. En 1915, Chester Cornelius retourna en Oklahoma pour rejoindre le chef Smith et la Société.
Keetoowah donna Minnie le nom Cherokee "Egahtahyen" ("Dawn") et une procuration pour agir en leur nom pour établir une entreprise de commune. Cornelius, connu sous le nom de "C.P.", est devenu le porte-parole de la Société, a géré le plan Lolomi pour Redbird Smith et a travaillé pour obtenir une réservation pour la Société Ketoowah. En 1916, grâce aux efforts des Kelloggs et des membres du Congrès local, un projet de loi a été présenté au Congrès pour permettre à la Ketoowah Society de s'incorporer en tant que communauté industrielle, mais il n'a pas été accepté. En 1917, Cornelius a poursuivi le plan Lolomi. Un troupeau de bovins Black Angus a été acheté à la Oneida Stock Farm dans le Wisconsin et conduit en Oklahoma, et de nombreuses personnes de la région autour de Jay, Oklahoma, se sont déplacées vers le sud et se sont installées près de Gore, Oklahoma.
La Keetoowah Nighthawk Society accordait une grande confiance à Cornelius en matière de rituel et de religion. C'était un Indien, un homme instruit et qui venait de la direction sacrée, à l'est. Pendant ce temps, Cornelius a aidé les Keetoowah à rétablir en quelque sorte l'ancienne organisation tribale de la Nation Cherokee.

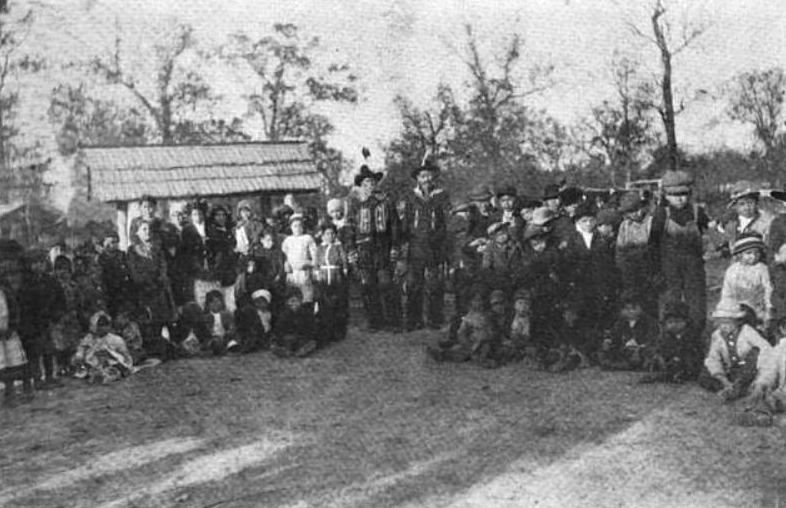
Keetoowah Nighthawk Society leaders Redbird Smith and Bluford Sixkiller instructing children in Cherokee rituals, 1921

En novembre 1918, Redbird Smith meurt à l'âge de 68 ans. Sam Smith, l'un des fils de Redbird Smith, devient chef de la Nighthawk Keetoowah Société, tandis que Cornelius reste porte-parole et conseiller juridique. Les restrictions ont été supprimées de plusieurs attributions et elles ont été hypothéquées pour financer et établir une banque à Gore avec Cornelius comme président.
En 1920, le livre de Minnie Kellogg, Our Democracy in the American Indian, était "dédié avec amour" à la mémoire du chef Redbird Smith, chef spirituel des Nighthawk Keetoowah, "qui a préservé son peuple de la démoralisation et a été le premier à accepter le Lolomi". En 1921, une centaine de Cherokees de 35 familles ont déménagé tous ensemble dans le coin sud-est du comté de Cherokee, Oklahoma, pour créer une communauté traditionnelle.
En 1923, le plan Lolomi avance. Chester a déclaré au Daily Oklahoman qu'il voulait que les Keetoowah soient un jour "dans une position où ils peuvent travailler pour le bien commun et constituer un trop pour le bien de la communauté". Cependant, peu de temps après ça, la banque de Gore a fait bankrupt. Le troupeau de bétail a été pris par les créanciers et ceux qui avaient hypothéqué leurs attributions ont perdu leurs terres.
Lors de la dépression qui a suivi la Première Guerre mondiale au début des années 1920, beaucoup de banques et entreprises saines ont fait faillite, et les circonstances semblent avoir été au-delà de la diligence de Kellogg. George Smith, la cinquième fils de Redbird Smith, se souvient : « C.P. était terriblement intelligent. On ne pouvait pas le devancer. Les Blancs avaient tout le temps peur de lui, regardant ce qu'il faisait avec les Keetoowahs. C'était un homme bon, mais les Blancs étaient contre lui, et nous avons eu de la malchance." En 1925, Cornelius a été élevé en tant que chef de la nation Oneida du Wisconsin et a continué à résider à Gore, Oklahoma, et à jouer un rôle avec sa sœur dans les affaires indiennes nationales.

## Revendications des terres de New York

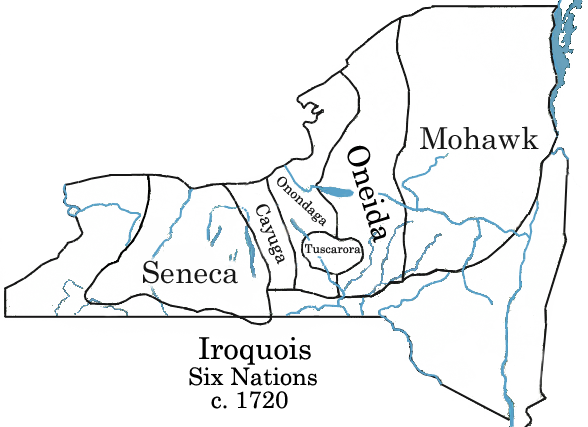

### Le peuple Oneida
La loi Dawes de 1887 a détruit les terres tribales des Oneidas dans Wisconsin, et de New York qui ont perdu presque toutes leurs terres aux XVIIIe et XIXe siècles. Les Oneidas, sous la pression des gouvernements fédéral et des États, ont été délocalisés de New York dans les années 1820 et 1830. Beaucoup se sont installés de nouveau dans la province du Haut-Canada, d'autres ont déménagé vers le territoire du Wisconsin et certains sont restés à New York. Les traités et les actions de l'État de New York ont considérablement diminué les terres des Oneidas à 32 acres (0,13 km2). Les Oneidas du Wisconsin ont formé la Nation Oneida du Wisconsin et ont maintenu des liens avec les Six Nations des Iroquois dans l'État de New York.

### Revendications de terres des Six Nations

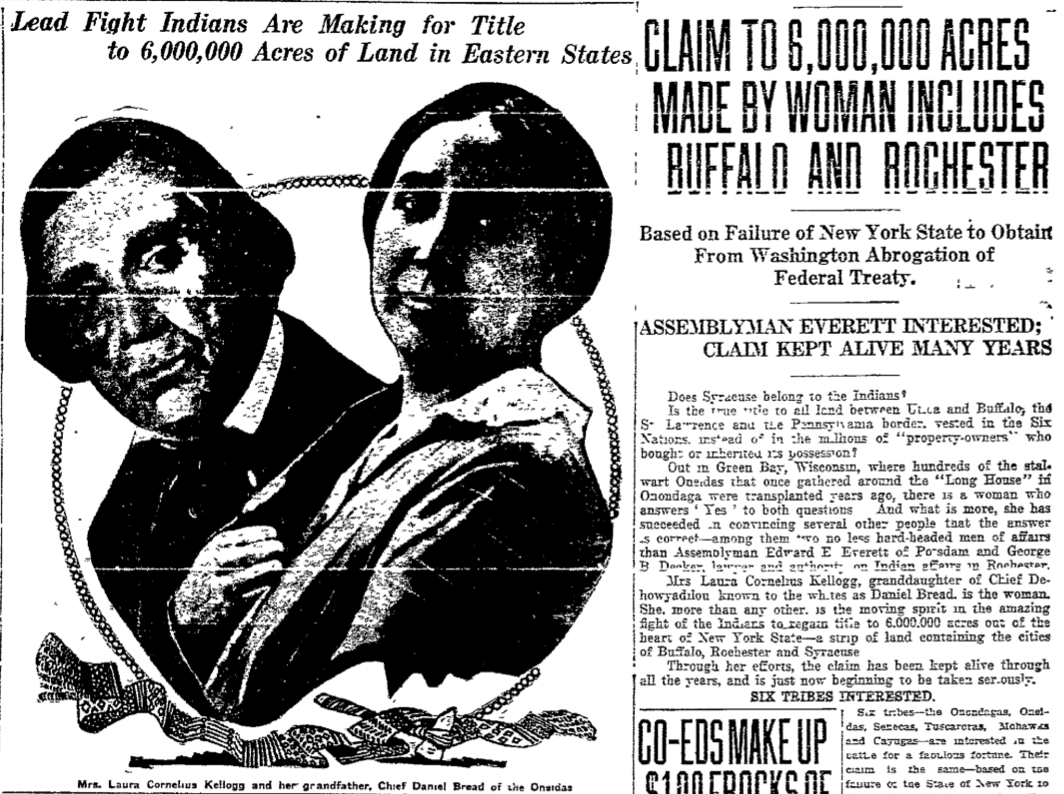

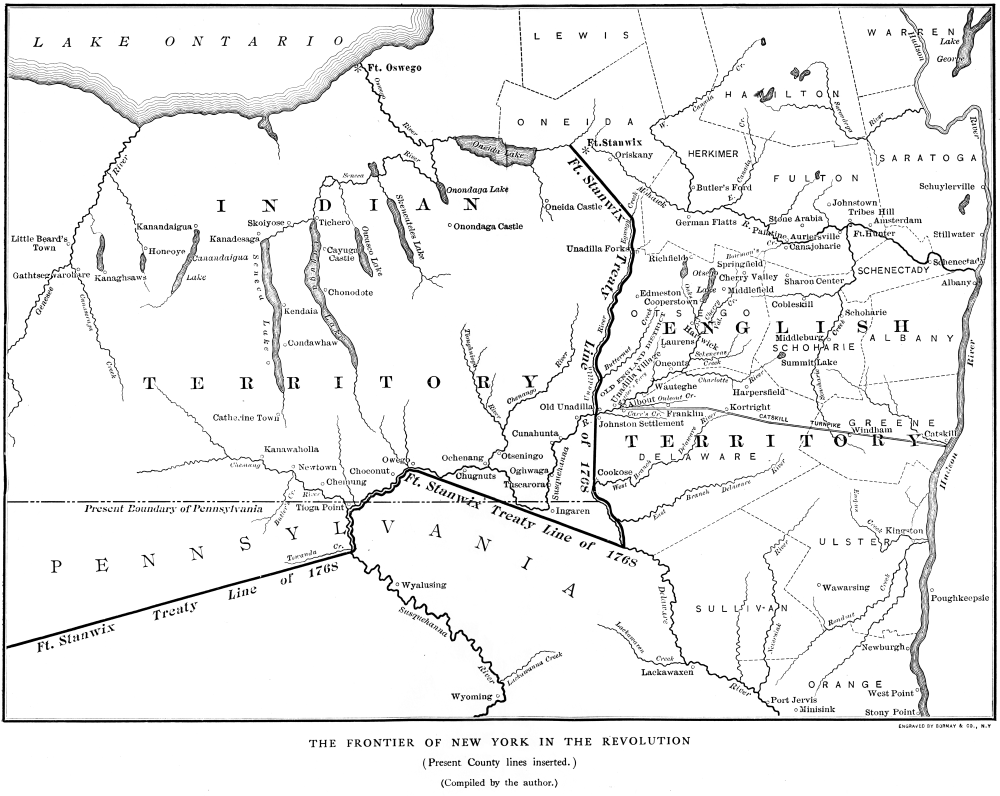
Fort Stanwix Treaty

1922 est une année décisive pour Kellogg, car c'est l'année du décès de la doyenne de son clan. Peu de temps après la perte de la doyenne de son clan, Kellogg a décidé de revenir aux pratiques traditionnelles de sa tribu. Pendant cette période, Kellogg s'est concentrée sur deux questions majeures : le respect des lois des Six Nations et l'avancement sur les droits de revendication des terres. Toujours en 1922, la Cour d'appel des États-Unis pour le deuxième circuit, dans l'affaire U.S. v. Boylan, a refusé aux tribunaux de l'État de New York la compétence d'aliéner des biens indiens ou de déplacer des Indiens sans le consentement du gouvernement fédéral, a rendu une parcelle de terre de trente-deux demi hectares dans la ville d'Oneida, dans l'État de New York, et a confirmé le droit du gouvernement américain de représenter les Indiens ainsi que l'autorité limitée de l'État dans les affaires indiennes. En mars 1922, la Cour suprême des États-Unis refuse d'entendre l'affaire Boylan, confirmant ainsi la décision de la cour d'appel fédérale. Le 17 mars 1922, le député Edward A. Everett, de Potsdam de New York, président de la Commission des Indiens de l'État de New York (1919-1922), présente le rapport Everett, officiellement reconnu sous le nom de Rapport de la Commission de l'État de New York pour enquêter sur le statut des Indiens d'Amérique résidant dans l'État de New York. Après une étude de quatre ans, de 1919 à 1922, le rapport Everett conclut que les Iroquois des Six Nations avaient droit à 6 000 000 demi hectares (2 400 000 ha) dans l'État de New York, en raison d'une dépossession illégale après le traité de Fort Stanwix de 1784. Le rapport a été rapidement rejeté par la législature et Everett s'est vu retirer sa présidence. La décision Boylan et le rapport Everett ont conforté Kellogg et ses partisans dans l'espoir de récupérer avec succès les terres des Oneidas et des Six Nations dans l'État de New York et en Pennsylvanie.

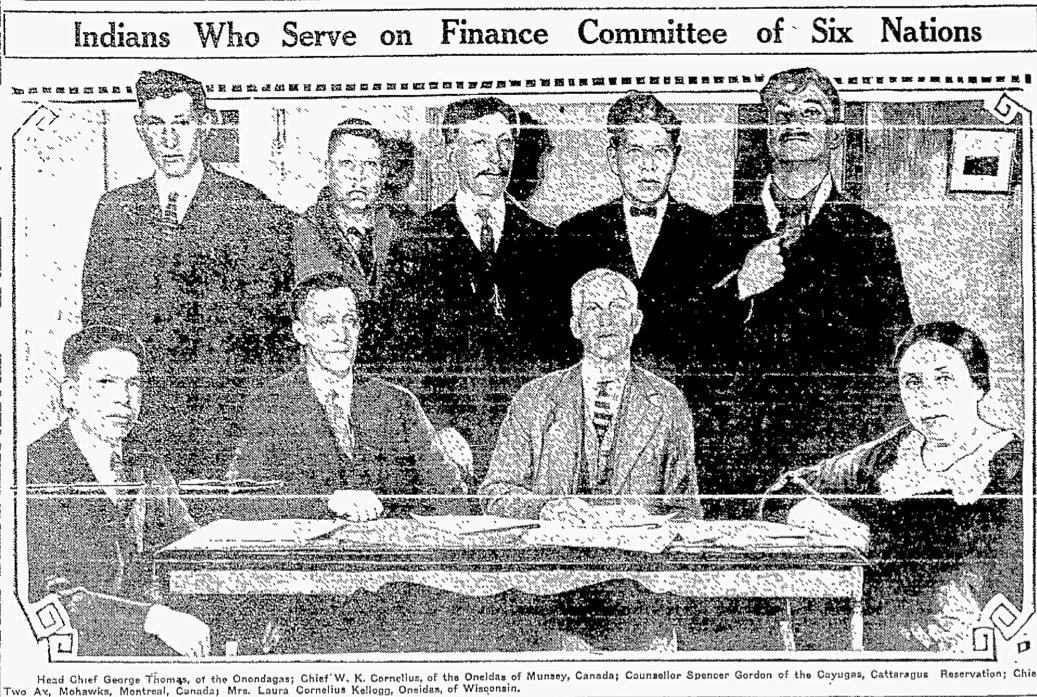
Six Nations Finance Committee, 1924

En octobre 1922, après une grande enquête et un rapport de Kellogg, la nation Oneida du Wisconsin a annoncé qu'elle allait réclamer 6 millions de demi hectares de terres dans l'État de New York, évaluées à 2 milliards de dollars. Un comité de 22 personnes a été choisi pour poursuivre la revendication, et Kellogg a été nommée secrétaire pour lever des fonds pour l'entreprise. Kellogg et son mari ont établi un quartier général à Onondaga, dans l'État de New York, la capitale traditionnelle des Six Nations, et ont pris la parole lors de forums publics dans les communautés Haudenosaunee de New York, du Québec, de l'Ontario, du Wisconsin et de l'Oklahoma pour recueillir des appuis et des fonds. En novembre 1922, Kellogg a assisté à une réunion de l'Indian Welfare League en Albanie, au cours de laquelle le député Everett a été réprimandé par les réformateurs indiens et non indiens pour son rapport, y compris ses actions qui auraient suscité de faux espoirs parmi les Indiens sur la question des revendications territoriales. Dans une chronique du Knickerbocker Press, Kellogg a réagi à la réunion en défendant Everett. Elle ajoute que la vraie question n'est pas le fonctionnement de la Commission Everett, mais le statut légal des Six Nations selon le Traité de Fort Stanwix de 1784 accordant l'indépendance à la Confédération iroquoise. Moins d'une semaine plus tard, Kellogg envoie à Everett une lettre approuvant son rapport, condamnant l'Indian Welfare League, et lui proposant de retenir ses services juridiques pour de futurs litiges. Edward A. Everett, président de la Commission des Indiens de l'État de New York, dont la réélection a été rejetée en raison de son soutien aux Indiens, fera office de conseiller juridique.

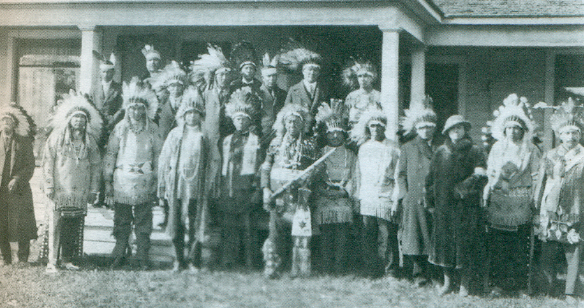
Kellogg and Oneida Chiefs, 1925

Kellogg a voyagé à travers les Six Nations afin de recueillir des fonds pour contester les revendications sur les terres iroquoises, ses partisans sont devenus connus sous le nom de " Parti Kellogg " dans tous les États-Unis et le Canada. Ils ont recueilli de l'argent auprès des Iroquois de New York, de l'Oklahoma, du Wisconsin, de l'Ontario et du Québec, affirmant qu'il serait utilisé pour revendiquer jusqu'à dix-huit millions de demi hectares de terres dans l'État de New York et en Pennsylvanie. Des collectes ont également été reçues venant des indiens Stockbridge, des Brothertowns et d'un certain nombre d'hommes d'affaires blancs de la région de Green Bay. Cette argent  n'a pas été utilisé aux fins prévues et n'ont pas été retournées aux contributeurs, et de nombreux Indiens ont déposé des protestations auprès du gouvernement fédéral et des anciens des tribus.
En 1925, Kellogg a organisé une cérémonie reconnaissant les chefs Oneida et demandant la protection fédérale tout en exerçant simultanément la gouvernance tribale.

### Opposition à Kellogg

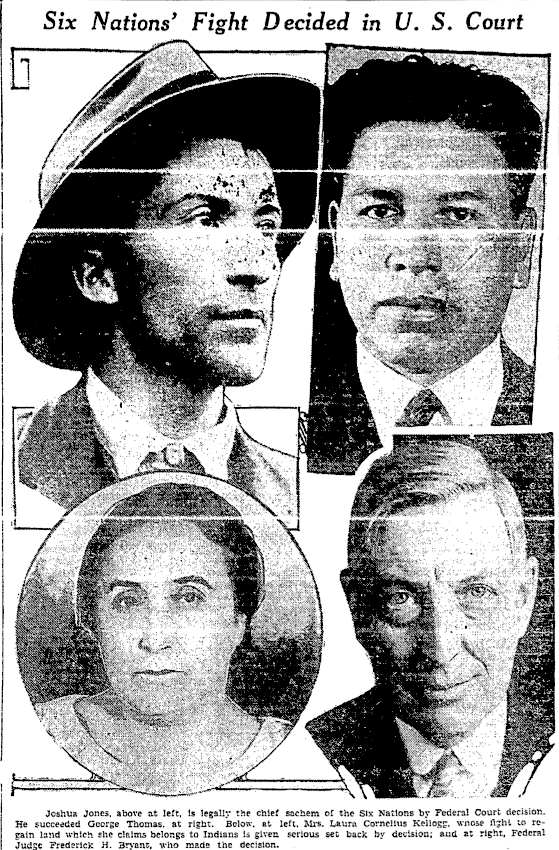
Six Nations Fight Decided in U.S. Court, 1929

La campagne de Kellogg dans l'État de New York s'est heurtée à de nombreux obstacles, à une forte résistance de la part des autorités locales, étatiques et fédérales, ainsi qu'à des pressions exercées sur les dirigeants des Six Nations pour qu'ils mettent fin à l'initiative de Kellogg. En conséquence, des querelles internes entre les tribus et au sein de celles-ci ont été médiatisées et des efforts ont été déployés pour discréditer les efforts et la réputation de Kellogg. En 1925, Kellogg, son mari et le chef Wilson K. Cornelius de la nation Oneida de la Tamise, ont été arrêtés au Canada.
Il y a aussi eu une succession de victoires et de défaites devant les tribunaux. En octobre 1927, un recours collectif, James Deere v. St. Lawrence River Power, intenté en 1925 devant la cour de district des États-Unis pour le district nord de New York au nom des Six Nations afin d'expulser une filiale d'Alcoa Aluminum et d'autres occupants d'une petite parcelle de terrain, a été rejeté pour manque de compétence. Kellogg a perdu un procès pour le contrôle des fonds tribaux de la nation Onondaga en 1927. Le 23 décembre 1928, Edward A. Everett, allié et principal conseiller juridique de Kellogg, décède.
En 1929, Kellogg sollicite l'intervention du Congrès américain et, avec l'aide de John Collier de l'American Indian Defense Association, réussit à obtenir une audience pour les dirigeants Haudenosaunee devant le sous-comité sénatorial des affaires indiennes. Une fois de plus, elle parle en termes fiers des Six Nations, de ses plans pour leur renaissance économique, politique et spirituelle, de sa haine pour le Bureau, qu'elle accuse désormais de diffuser une propagande pernicieuse et criminelle contre elle et les Iroquois. Le 1er mars 1929, Kellogg a témoigné,
Voici un groupe d'Indiens Iroquois, 16.000 en tout, occupant quelque 78.000 acres dans des réserves à New York ou colonisés en petits groupes dans les États de l'Ouest et au Canada. Leur statut juridique est particulier aux relations avec les Indiens. Ils ont le statut d'un protectorat indépendant des Etats-Unis en vertu du traité de 1784, confirmé et complété par le traité original de 1789. Ils constituent une autonomie protégée, avec le titre de territoire d'origine qui leur est dévolu. Dans un langage spécifique, les États-Unis leur ont cédé tous les droits et titres du territoire qu'ils se sont réservés à partir de leur domaine iroquois en échange de leur cession de tous les droits et titres dans la vallée de l'Ohio au gouvernement des États-Unis.
Cependant, le témoignage de Kellogg a aliéné la plupart des sénateurs, et E. B. Merritt, commissaire adjoint des Affaires indiennes, a accusé Kellogg de fraude et a tenté de lancer une enquête fédérale.
Le 29 août 1929, Kellogg subit un autre revers sérieux lorsque le juge Frederick Howard Bryant de la Cour de district des États-Unis pour le district nord de New York statue sur la direction du conflit au sein des Six Nations et déclare que Joshua Jones est le sachem légal des Six Nations. Jones, un opposant de Kellogg, a succédé à George Thomas, un partisan de longue date de Kellogg. À ce moment-là, les appels ultérieurs devant les tribunaux n'ont pas abouti et de nombreux partisans iroquois étaient furieux que leur soutien financier n'ait pas donné de résultats, et la longue campagne de Kellogg a perdu son élan. Néanmoins, le conseil rival de Kellogg a tenté de fonctionner jusqu'à la fin des années 1930. Le 4 juillet 1937, Kellogg, s'adressant à un conseil des Six Nations à Hogansville, dans l'État de New York, a parlé de la poursuite de sa quête : " Les Iroquois luttent pour une renaissance. Si on nous permettait le retour de l'autonomie, nous pourrions placer devant le monde un exemple de gouvernement parfait."

## Des années plus-tard
Kellogg poursuit son combat pour la renaissance et la souveraineté des Six Nations des Iroquois le reste de sa vie. Dans les années 1940, Kellogg était, selon l'historien Lawrence Hauptman, "une femme brisée, qui avait survécu à son temps dans l'histoire et dissipé à la fois sa renommée et l'argent qui l'accompagnait". Kellogg a vécu ses derniers jours sur l'aide sociale. Elle est décédée à New York en 1947.

## Héritage
Laura Cornelius Kellogg était une défenseuse de la renaissance et de la souveraineté des Six Nations des Iroquois et reste une figure controversée de la politique iroquoise du XXe siècle aux États-Unis et au Canada. Au cours des années 1920 et 1930, toutes les réserves iroquoises des États-Unis et du Canada ont été touchées par Kellogg, de nombreux anciens la percevant comme une escroc qui a créé des divisions parmi leur peuple. Un exemple en était les conseils rivaux en conflit des Onondaga. Depuis les efforts de Kellogg dans les années 1920 et 1930, les litiges sur les revendications d'Oneida à New York se poursuivent et plusieurs affaires ont été tranchées par la Cour suprême des États-Unis. Bien que Kellogg n'ait jamais répondu aux attentes de ses partisans, son plan Lolomi était une alternative de l'ère progressiste au contrôle du Bureau des affaires indiennes et présageait les mouvements ultérieurs du XXe siècle pour récupérer les terres communales, instituer l'autonomie tribale et promouvoir le développement économique. La vision Lolomi de Kellogg se concrétise dans le succès de la tribu Oneida des Indiens du Wisconsin. Les propriétés foncières de la tribu indienne Oneida du Wisconsin ont augmenté depuis le milieu des années 1980, passant d'environ 200 acres à plus de 18 000 acres. L'impact économique sur le comté de Brown, le comté d'Outagamie et la région métropolitaine de Green Bay, dans le Wisconsin, est estimé à plus de 250 millions de dollars par an.